# Panauti
Panauti (nep. पनौती) – miejsce świątynne w Nepalu, położone około 38 km od Katmandu. Znajduje się tu świątynia poświęcona bogu Śiwie. Według XIV-wiecznej kroniki ufundowana została przez księżną Viramadevi w hołdzie swojemu mężowi w 1294 r. Według danych na rok 2011, miasto liczyło 28 312 mieszkańców.